# Landolphia uniflora
Espèce
Synonymes
- Carpodinus decipiens Pierre[1]
- Carpodinus uniflora Stapf[1]

Statut de conservation UICN

 EN B2ab(iii) : En danger
Landolphia uniflora (Stapf) Pichon est une espèce de plantes à fleurs de la famille des Apocynaceae et du genre Landolphia, présente en Afrique tropicale.

## Description
C'est une liane pouvant atteindre 5 m de longueur et 3 cm de diamètre.

## Distribution
Assez rare, présente dans les régions côtières, elle a été observée sur les monts Oban au sud-est du Nigeria, près des chutes de la Lokoundjé au sud du Cameroun, et au Gabon, où Hermann Soyaux (de) avait récolté les premiers spécimens en mars 1881.